# Space Cadets
Space Cadets är ett brittiskt TV-program som sändes i Channel 4 från 7 december 2005 och tio dagar framåt. Programmets idé är att genomföra ett mycket raffinerat och påkostad practical joke. Nio deltagare övertygas om att de deltar i en dokusåpa i form av rymd-relaterad träning, där priset är en rymdresa. Deltagarna övertygas om att de är befinner sig på en rymdträningsbas i Ryssland, då de egentligen är i Suffolk, England. 
Även om deltagarna inte får åka upp i rymden får vinnarna tillbringa några dagar i en simulator, för varje dag vinner de 5 000 pund, dessutom kommer de efter showen slut att verkligen få resa till Stjärnstaden i Ryssland.
Då det finns en risk för att deltagarna upptäcker vad som pågår har det fått en del tittare att misstänka att det egentligen är publiken som luras och att samtliga deltagare är skådespelare.